# 王家庙水库
王家庙水库是中国陕西省榆林市靖边县境内的一座水库，位于芦河上，建于1979年。水库正常库容为450万立方米，集雨面积为43平方千米，海拔为1328.3米。